# Kulun-Ielbiut
Kulun-Ielbiut (en rus: Кулун-Елбют) és un poble de la república de Sakhà, a Rússia, que el 2018 tenia 215 habitants, pertany al districte de Khonuu.